# Objacsevo
Objacsevo (oroszul: Объячево, komi nyelven Абъячой) falu Oroszországban, Komiföldön, a Luzamelléki járás székhelye.
Lakossága: 5699 fő (a 2010. évi népszámláláskor).

## Fekvése, éghajlata
Komiföld délnyugati részén, Sziktivkartól 189 km-re délnyugatra, a Luza (a Jug mellékfolyója) jobb partján terül el. A településen vezet át a Sziktivkarba vezető „Vjatka” nevű R176-os főút.
A legközelebbi vasútállomás a kb. 130 km-re délre, a Kirovi területen lévő Murasi, a Kirov–Kotlasz vasúti fővonalon.
Az 1940–2004 között mért adatok szerint a levegő évi középhőmérséklete: 1,3 °C. A januári középhőmérséklet –14,3 °C, a júliusi 17,0 °C. Az 1934–2006 között mért legalacsonyabb hőmérséklet –47,3 °C (1978. december), a legmagasabb 37,9 °C (2002. július).

## Története
Nevét először a 16. században említik írásban. A faluban 1822-ben nyitották meg az első iskolát, (1841-ben 12 tanulója volt), 1900-ban az első kórházat. A régi iskolaépület napjainkban a járási helytörténeti múzeumnak ad otthont.
A Luzamelléki járást Objacsevo székhellyel 1929-ben hozták létre, 1935-ben egy másik járást is hozzácsatoltak. A járás legfontosabb természeti kincse az erdő, a gazdaságot is elsősorban az erdőgazdálkodás és a faipar, valamint a mezőgazdasági termelés jellemzi.

## Népesség
- 2002-ben 5 800 lakosa volt, melynek 54%-a komi és 42%-a orosz.
- 2010-ben 5 699 lakosa volt.